# Фонтана дел'Олмо (Фрозиноне)
Фонтана дел'Олмо је насеље у Италији у округу Фрозиноне, региону Лацио.
Према процени из 2011. у насељу је живело 18 становника. Насеље се налази на надморској висини од 68 м.